# Thomas Springer (Triathlet)
Thomas Springer (* 6. November 1984 in Halle (Saale)) ist ein ehemaliger deutsch-österreichischer Triathlet. 2009 wurde er deutscher Triathlonmeister über die olympische Distanz (1,5 km Schwimmen, 40 km Radfahren und 10 km Laufen) und 2017 österreichischer Staatsmeister Duathlon.

## Werdegang
Thomas Springer betrieb schon als Kind Wettkampfsport, darunter Schwimmen, Flossenschwimmen (TC Orca Halle), Rettungsschwimmen (DLRG Merseburg-Querfurt), Laufen und Boxen (Stadtmeister von Halle 1994). Von September 1995 bis Juli 2001 besuchte er die Sportsekundarschule Halle. Bis Juni 1998 war er Schwimmer beim SV Halle (Hauptschwimmart Brust). Nach einigen Verletzungen in den Jahren 1997 und 1998 stand der weitere Verbleib auf der Sportsekundarschule Halle in Frage.
Im Juli 1998 gewann Springer zum ersten Mal bei einem Triathlon (Landesmeisterschaft Sachsen-Anhalt). Springer wechselte daraufhin in die Abteilung Triathlon des SV Halle und belegte im Jahr 2000 den zweiten Rang der A-Jugend bei der Deutschen Meisterschaft in Bornhöved.

### Deutscher Junioren-Meister Duathlon 2002
Die Jahre 2002 bis 2004 waren seine bis heute erfolgreichsten Jahre (u. a. bei den Junioren: Europacup-Gesamtsieger, Vizeeuropameister, Deutscher Meister im Duathlon).
Im Februar 2005 erkrankte Thomas Springer an Pfeifferschem Drüsenfieber und im Jahr darauf meldete er sich beim Europacup in Genf mit Platz 21 zurück. Bei den Deutschen Meisterschaften in der U23 holte er einen fünften Platz, 2007 folgten zwei dritte Ränge bei den Europacups in Kuşadası und beim Alpen-Triathlon in Schliersee sowie der sechste Rang bei der U23-Weltmeisterschaft in Hamburg. Im November und Dezember sammelte er erste Erfahrungen bei Weltcups, die gleichzeitig seinen Abschied aus der U23 markierten.
2008 erkrankte er am Guillain-Barré-Syndrom. Im Juni wurde er Sechster beim Europacup in Schliersee. In der Triathlon-Bundesliga sicherte er sich mit dem TVG Buschhütten die Deutsche Vizemeisterschaft. Am Ende des Jahres erreichte Springer beim Weltcup-Finale in Mexiko den vierten Rang.

### Deutscher Meister Triathlon 2009
Zum Saisonauftakt 2009 qualifizierte sich Thomas Springer für die Europameisterschaft. In Schliersee belegte er hinter dem Russen Ivan Vasiliev den zweiten Rang und wurde Deutscher Meister im Triathlon. Am Ende der Saison sicherte er sich mit seinem Team vom TVG Buschhütten auch in der 1. Bundesliga den Titel.
Im April 2010 gewann er beim Hannover-Marathon den 10-km-Lauf.
In der Saison 2010 startete Thomas Springer in der Triathlon-Bundesliga für das Asics Team Witten.

Für großes Aufsehen sorgte seine Radfahrt bei einem Bundesligarennen in Gladbeck im Mai 2010 mit nur einem Schuh: Obwohl es sich dabei um einen Regelverstoß nach dem Regelwerk der Deutschen Triathlon Union handelte, wurde seine erst im Ziel verhängte Disqualifikation nach monatelangem Rechtsstreit zurückgenommen und der Meistertitel 2010 dem Asics Team Witten nachträglich zugesprochen.

### Start für Österreich seit 2010
Thomas Springer nahm 2010 auch die österreichische Staatsbürgerschaft an und startet seit Juli 2010 für den Österreichischen Triathlonverband.
Die ITU-Jahreswertung 2015 beendete er auf dem 80. Rang.

### Olympische Sommerspiele 2016
Thomas Springer ging mit Sara Vilic und Julia Hauser (für Lisa Perterer nachnominiert) bei den Olympischen Sommerspielen 2016 in Rio de Janeiro im Triathlon an den Start und belegte den 47. Rang. In der ITU-Point-List 2016 belegte er als bester Österreicher den 48. Rang.

### Staatsmeister Duathlon 2017
Im September holte sich Springer in Deutschlandsberg den Titel des österreichischen Staatsmeisters Duathlon (7,5 km Laufen, 30 km Radfahren und 3,75 km Laufen).

Im Juli 2018 erreichte der 33-Jährige in Dänemark als bester Österreicher bei der Duathlon-Weltmeisterschaft auf der Kurzdistanz (10 km Laufen, 40 km Radfahren und 5 km Laufen) den zehnten Rang.
Thomas Springer lebt abwechselnd in Halle und Salzburg. Er ist gelernter Masseur und medizinischer Bademeister. Seit Sommer 2017 ist er verheiratet.

## Sportliche Ergebnisse
| Datum/Jahr    | Rang | Wettbewerb                                     | Austragungsort       | Zeit     | Bemerkung                                                                            |
| ------------- | ---- | ---------------------------------------------- | -------------------- | -------- | ------------------------------------------------------------------------------------ |
| 22. Juli 2018 | 19   | T3-Triathlon                                   | Düsseldorf           | 00:57:57 |                                                                                      |
| 11. Feb. 2017 | 8    | ITU Triathlon World Cup                        | Kapstadt             | 00:52:17 |                                                                                      |
| 18. Aug. 2016 | 47   | Olympische Sommerspiele 2016                   | Rio de Janeiro       | 01:55:14 |                                                                                      |
| 8. Mai 2016   | 8    | ITU Triathlon World Cup                        | Santa María Huatulco | 01:59:22 |                                                                                      |
| 24. Apr. 2016 | 21   | ITU World Championship Series 2016             | Kapstadt             | 00:55:14 |                                                                                      |
| 11. Juli 2015 | 37   | ETU Triathlon European Championships           | Genf                 | 02:02:41 | Europameisterschaft auf der olympischen Distanz                                      |
| 14. Juni 2015 | 3    | ITU Triathlon World Cup                        | Huatulco             | 00:59:31 | Sprintdistanz (750 m Schwimmen, 20 km Radfahren, 5 km Laufen)                        |
| 21. Juni 2014 | 58   | ETU Triathlon European Championships           | Kitzbühel            | 02:08:07 |                                                                                      |
| 6. Apr. 2014  | 23   | ITU World Championship Series 2014             | Auckland             | 01:58:38 |                                                                                      |
| 23. März 2014 | DSQ  | ITU Triathlon World Cup                        | New Plymouth         | –        | [ 15 ]                                                                               |
| 16. Feb. 2014 | 10   | ATU Sprint Triathlon African Cup               | Kapstadt             | 01:03:54 |                                                                                      |
| 6. Juli 2013  | 7    | ITU World Championship Series 2013             | Kitzbühel            | 00:57:39 |                                                                                      |
| 22. Juni 2013 | 10   | Alpen-Triathlon                                | Schliersee           | 01:45:45 |                                                                                      |
| 12. Juni 2010 | 3    | ETU Premium-Europacup                          | Pontevedra           | 01:49:31 | hinter den beiden Spaniern Javier Gómez und Mario Morla                              |
| 20. Juni 2009 | 2    | Alpen-Triathlon                                | Schliersee           | 01:59:59 | Deutscher Triathlon-Meister                                                          |
| Juli 2009     | 35   | ETU Triathlon European Championships           | Rijssen-Holten       | 01:49:43 | auf der olympischen Kurzdistanz (1,5 km Schwimmen, 40 km Radfahren und 10 km Laufen) |
| 2009          | 1    | Regensburger Triathlon                         | Regensburg           | 01:50:17 |                                                                                      |
| 2009          | 5    | Premium-Europacup                              | Pontevedra           | 01:49:31 |                                                                                      |
| 2009          | 3    | Barcelona Triathlon                            | Barcelona            | 01:46:01 |                                                                                      |
| 26. Juli 2008 | 1    | Leipziger Triathlon                            | Leipzig              | 01:55:10 | [ 18 ]                                                                               |
| 16. Juni 2007 | 3    | Alpen-Triathlon                                | Schliersee           | 02:02:04 |                                                                                      |
| 6. Mai 2007   | 6    | Siegerland-Cup                                 | Buschhütten          | 01:46:12 | [ 19 ]                                                                               |
| 2004          | 13   | DTU Deutsche Triathlon-Meisterschaft           | Potsdam              |          | Deutsche Triathlon-Meisterschaft auf der Kurzdistanz                                 |
| 2004          | 6    | DTU Deutsche Triathlon-Meisterschaft U23       | Deutschland          |          |                                                                                      |
| 21. Juni 2003 | 2    | ETU Triathlon European Championship Junior Men | Karlsbad             | 01:02:00 | Junioren-Vizeeuropameister                                                           |

| Datum/Jahr    | Rang | Wettbewerb                                   | Austragungsort   | Zeit     | Bemerkung                                           |  |
| ------------- | ---- | -------------------------------------------- | ---------------- | -------- | --------------------------------------------------- |  |
| 6. Juli 2018  | 10   | ITU Duathlon World Championships             | Fyn              | 01:40:20 |                                                     |  |
| 17. Sep. 2017 | 1    | ÖTRV Staatsmeisterschaft Duathlon            | Deutschlandsberg | 01:27:28 | Duathlon-Staatsmeister                              |  |
| 2003          | 1    | DTU Deutsche Meisterschaft Duathlon Junioren | Viernheim        |          | Deutscher Junioren-Meister Duathlon                 |  |
| 2003          | 1    | Leipziger Duathlon                           | Leipzig          |          |                                                     |  |
| 2002          | 4    | DTU Deutsche Duathlon-Meisterschaft          | Deutschland      |          | Deutsche Duathlon-Meisterschaft auf der Kurzdistanz |  |

| Datum/Jahr  | Rang | Wettbewerb            | Austragungsort | Zeit     | Distanz |
| ----------- | ---- | --------------------- | -------------- | -------- | ------- |
| 2013        | 5    | Silvesterlauf München | München        | 00:32:21 | 10 km   |
| 2. Mai 2010 | 1    | Hannover-Marathon     | Hannover       | 00:30:36 | 10 km   |

(DSQ – Disqualified, DNF – Did Not Finish)

## Ehrungen
- Sportler des Jahres der Stadt Halle, 2002[21]